# Gabriel Aubry
Gabriel "Gabi" Aubry (Saint-Germain-en-Laye, 3 april 1998) is een Frans autocoureur.

## Carrière
Aubry begon zijn autosportcarrière in het karting in 2008 en nam deel aan evenementen in heel Europa. Een van zijn hoogtepunten was de derde plaats in de KFJ-klasse van de Andrea Margutti Trophy in 2013, waarbij hij coureurs als Lando Norris en Jehan Daruvala wist te verslaan. In zijn laatste seizoen in het karting, in 2014, werd hij tiende in het Europees kampioenschap en dertigste in het wereldkampioenschap.
In 2015 maakte Aubry de overstap naar het formuleracing, waarbij hij debuteerde in het Franse Formule 4-kampioenschap. Hij won één race op de Hungaroring en stond in negen andere races op het podium. Mede hierdoor werd hij achter Valentin Moineault en Sacha Fenestraz derde in het kampioenschap met 227 punten.
In 2016 maakte Aubry zijn debuut in de Formule Renault 2.0, waarin hij voor Tech 1 Racing uitkwam in zowel de Eurocup Formule Renault 2.0 als de Formule Renault 2.0 NEC. In de Eurocup was een vierde plaats op het Circuit Paul Ricard zijn beste resultaat, waarmee hij op de twaalfde plaats in het klassement eindigde met 35 punten. In de NEC reed hij in vier van de zeven raceweekenden, met een zesde plaats in de openingsrace van het seizoen op het Autodromo Nazionale Monza als beste resultaat, waardoor hij achttiende werd in de eindstand met 76 punten.
In 2017 bleef Aubry actief in beide Formule Renault-kampioenschappen voor Tech 1. In de Eurocup won hij twee races op de Hungaroring en voegde hier op Spa-Francorchamps een derde overwinning aan toe, waarmee hij met 232 punten vijfde werd in het kampioenschap. In de NEC reed hij in vier van de vijf raceweekenden en won twee races op het Autodromo Nazionale Monza en één op Spa, waardoor hij met 115 punten eveneens vijfde werd in het kampioenschap.
Aubry begon 2018 met zijn debuut in het enduranceracing tijdens de 6 uur van Thailand op het Chang International Circuit. Samen met Patrick Byrne en Guy Cosmo reed hij voor het team Jackie Chan DC Racing X Jota en werden zij vierde in de LMP3-klasse. Daarnaast maakt Aubry dat jaar ook zijn debuut in de GP3 Series bij het team Arden International.